# 맷 데블린
맷 데블린(영어: Matt Devlin, 1950년 4월 30일 ~ 2005년 12월 28일)은 아일랜드 공화국군 임시파 요원으로 1981년 아일랜드 단식투쟁에 참여했으며, 후에는 아일랜드 공화국 웨스트미스 주의 신페인당 지도부가 되었다.
데블린은 북아일랜드 티론 주에서 태어났다. 1977년 치안군 병력을 살해한 혐의로 체포되었다. 데블린은 HM 교도소 메이즈에서 단식투쟁에 참여한 열다섯 번째 공화주의자였다. 1981년 7월 13일 마틴 허슨이 단식 46일만에 사망하자 데블린이 그 자리를 대신 채웠다. 데블린은 모포투쟁에도 참여했으며, 부모의 만류로 단식을 중단하고 생존했다.
2004년, 데블린은 심한 병을 앓으면서도 아일랜드 지방선거에 출마하였다. 당선되지는 못했지만 웨스트미스 주에 신페인 당조직을 건설하는 데 큰 역할을 했다.
2005년 12월 28일 사망했다. 향년 55세.